# Grotzen (Fell)

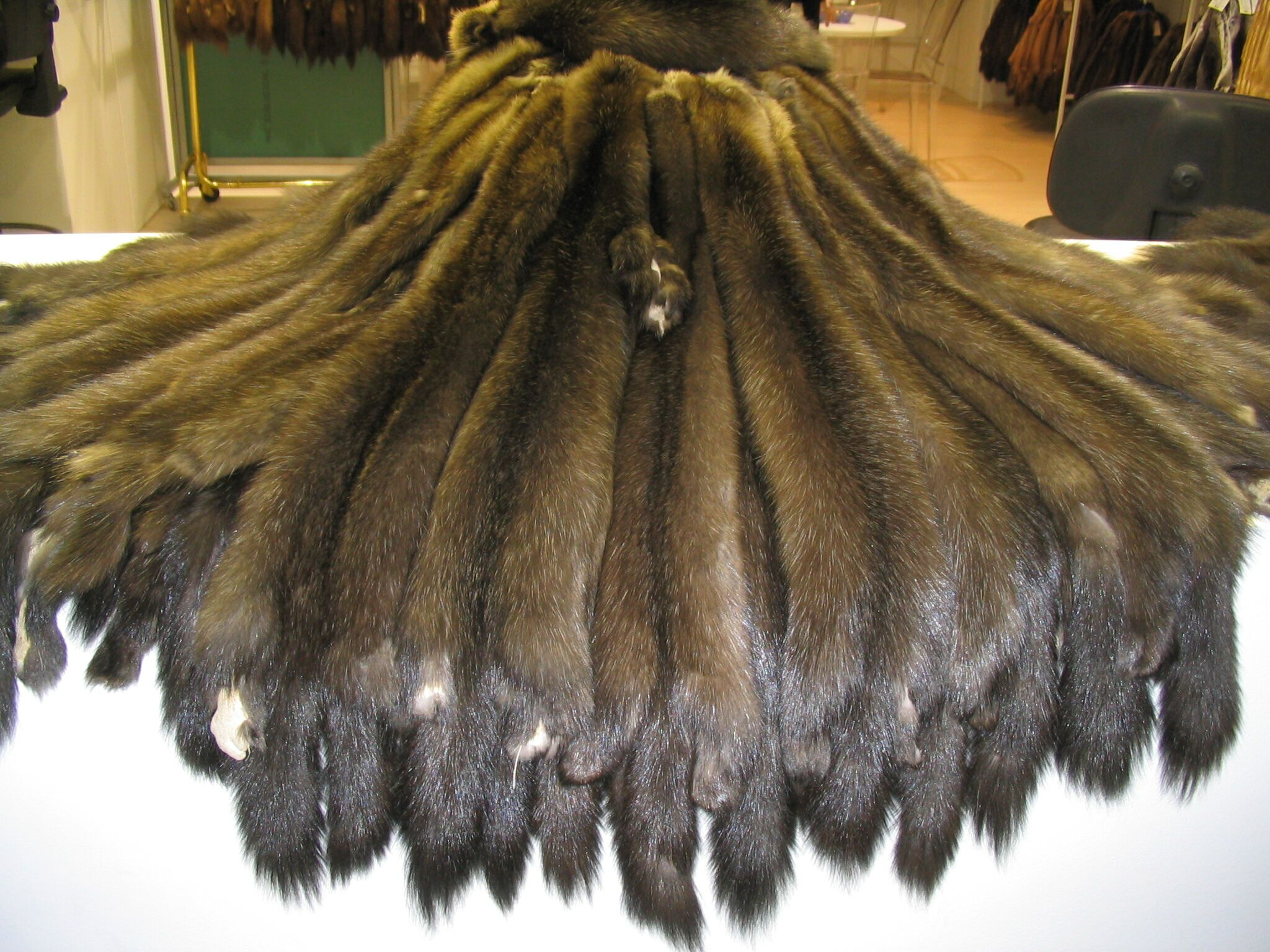
Zobelfelle, in den Fellmitten die dunklen Grotzen

Grotzen, auch Krotzen (von lat. crux = Kreuz), ist in der Pelzbranche der Fachbegriff für die Fellmitte mit dem dunkleren, meist langhaarigeren Rückgratstreifen. Ist der Grotzen sehr ausgeprägt und schmal, wird er in der Zoologie Aalstrich genannt.

## Allgemein

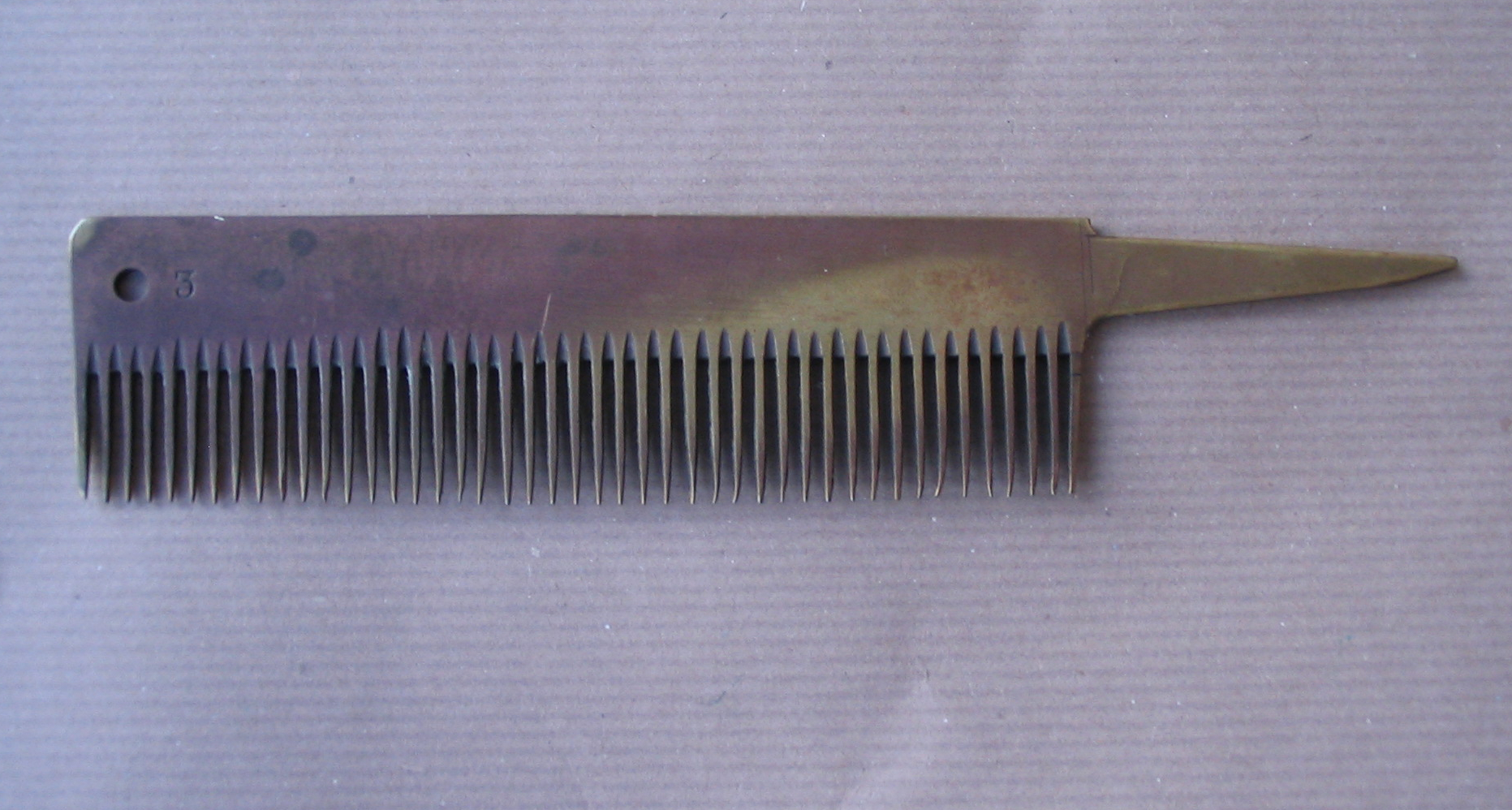
Messingkamm mit angearbeitetem Grotzenstecher

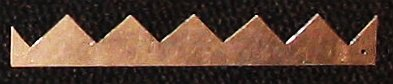
Typische Grotzenzacke für Persianer

Eine der ersten Arbeiten des Kürschners beim Anfertigen eines Pelzes ist das Anzeichnen des Fellgrotzens, der oft sehr markanten Fellmitte. Der Grotzen ist in der Regel dunkler als das Restfell, außerdem, vor allem im Oberhaar, langhaariger. Sehr viele Pelztiere weisen die längsten Haare, abgesehen vom Schwanz, und die größte Dichte der Behaarung im Grotzen auf, vor allem nach dem Hinterrücken, dem Pumpf zu. In der Grotzenmitte ist das Haar häufig kürzer und liegt stärker an, um dann beiderseits und nach hinten hin an Länge zuzunehmen, zum Beispiel beim Fuchsfell. Allerdings gibt es etliche Ausnahmen. Besonders beim Nutriafell sind die Wollhaare auf dem Bauch sehr viel dichter als im Rücken. Da der Bauch (Wamme) beim Nutria deshalb für die Fellverarbeitung wichtiger ist als der schüttere, manchmal fast kahle Grotzen, gehört Nutria zusammen mit dem Luchsfell und dem Desmanfell zu den Pelzarten, bei denen das rund abgezogene Fell häufig im Grotzen aufgeschnitten wird.
Für andere Fellarten ist ein Merkmal, dass ein schmaler Haarstreifen in der Mitte des Grotzens kammartig länger ist, bei den Katzenartigen ist das unterschiedlich stark ausgeprägt, ebenso beim Ziegenfell. Eine besonders lange Grotzenbehaarung ist die Fellmähne im Genick mancher Tiere, markant beispielsweise beim Pferd. Beim Rind dagegen scheitelt sich dort das Haar und es entstehen zwei Wirbel, die bei der Verarbeitung des Kalbfells meist entfernt werden. Grundsätzlich verläuft die Haarrichtung der für die Pelzverarbeitung infrage kommenden Tiere im Grotzen von vorn nach hinten, bis auf die erwähnte Abweichung bei wenigen Arten in der Kopfpartie.
Das Leder von Pelztieren ist in der Regel im Grotzen dicker und weniger dehnbar als zu den Bauchseiten hin.

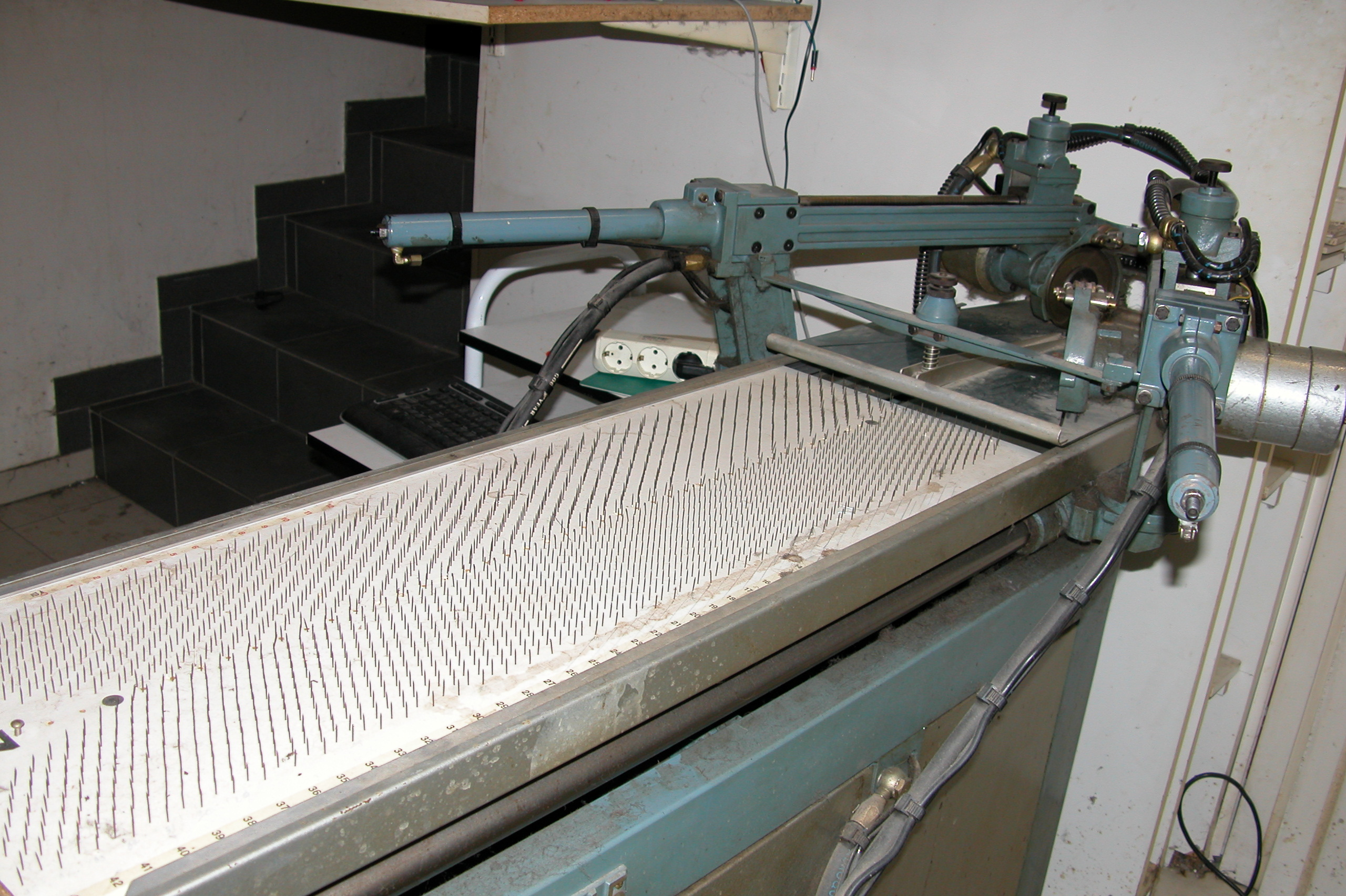
Pelzschneidemaschine für Auslass-Schnitte, bei der das Fell nicht im Grotzen halbiert werden muss

Meist benutzt der Kürschner zum Anzeichnen des Grotzens das Kopierrad. Wohl nur selten wird, trotz seines Namens, der Grotzenstecher hierfür verwendet. Ist das Grotzenhaar in der Haarlänge differierend zum daneben liegenden Haar oder die Unterwolle dunkler, kann es sinnvoll sein, das Fell über der Hand zu brechen und den Grotzen mit Stecknadeln zu markieren („bestechen“). Eine weitere Möglichkeit ist das Anzeichnen mit dem spitzen Ende des Kürschnermessers oder den Zähnen des Kürschner-Messingkamms, wobei das Fell mehrfach kurz über die Arbeitsplatte gezogen wird (der abgebildete Kamm mit Grotzenstecher ist eine Sonderausführung). In jedem Fall werden die entstandenen Markierungspunkte mit einem geeigneten Stift anschließend zu einer gestrichelten Linie auf der Lederseite verbunden. Wird das Kopierrad benutzt, kann durch das Unterlegen von Durchschreibepapier dieser Arbeitsgang eingespart werden.
Bei der ganzfelligen Verarbeitung werden die Grotzen entsprechend den Grotzenlinien passend übereinander genäht, insbesondere bei markanten Grotzen sollen sie genau in der Mitte des Fellstreifens verlaufen. Beim Spannen („Zwecken“) des fertig genähten Pelzes werden sie beim Grotzenrichten mit Zwecknägeln, Stecknadeln oder Zweckklammern (hohe Heftklammern) zu einer geraden Linie ausgerichtet, bei der halbfelligen Verarbeitung wird das Fell hier geteilt. Ebenso beim Versetzen, bei dem eine Hälfte des Felles in die linke, die andere Hälfte in die rechte Hälfte des Kleidungsstücks gearbeitet wird, um ein möglichst spiegelgleiches Aussehen zu erzielen. Hierbei muss beim vorhergehenden Sortieren auf eine annähernd gleiche Grotzenfarbe, vor allem aber auf eine gleiche Haarlänge geachtet werden. Lockige Felle werden in der Regel nicht mit einer geraden Naht versetzt, sondern mit einer Grotzenzacke oder -welle, um eine für das Auge auf der Haarseite möglichst unsichtbare Verbindung zu schaffen. Die Grotzenzacke unterscheidet sich von der Fellseitenzacke dadurch, dass alle Zackenseiten gleich lang sind. Werden Kragen und Besätze aus einem Fell gearbeitet, oder aber bei halbfelligen Verbrämungen, wird meist der Grotzen nach außen genommen, da das relativ gleichmäßig lange und dichte Grotzenhaar eine sauberere Kante ergibt als das in der Regel schüttere und ungleiche Bauchhaar.
Bei der Arbeitstechnik des Auslassens, bei der die Felle auf Kosten der Breite verlängert werden, ändern die Schnittformen (V-Schnitt, A-Schnitt, W- und M-Schnitt) in der Grotzenmitte die Schnittrichtung. Im ausgelassenen Fellstreifen wirkt der jetzt schmalere Grotzen dunkler als im unbearbeiteten Fell.

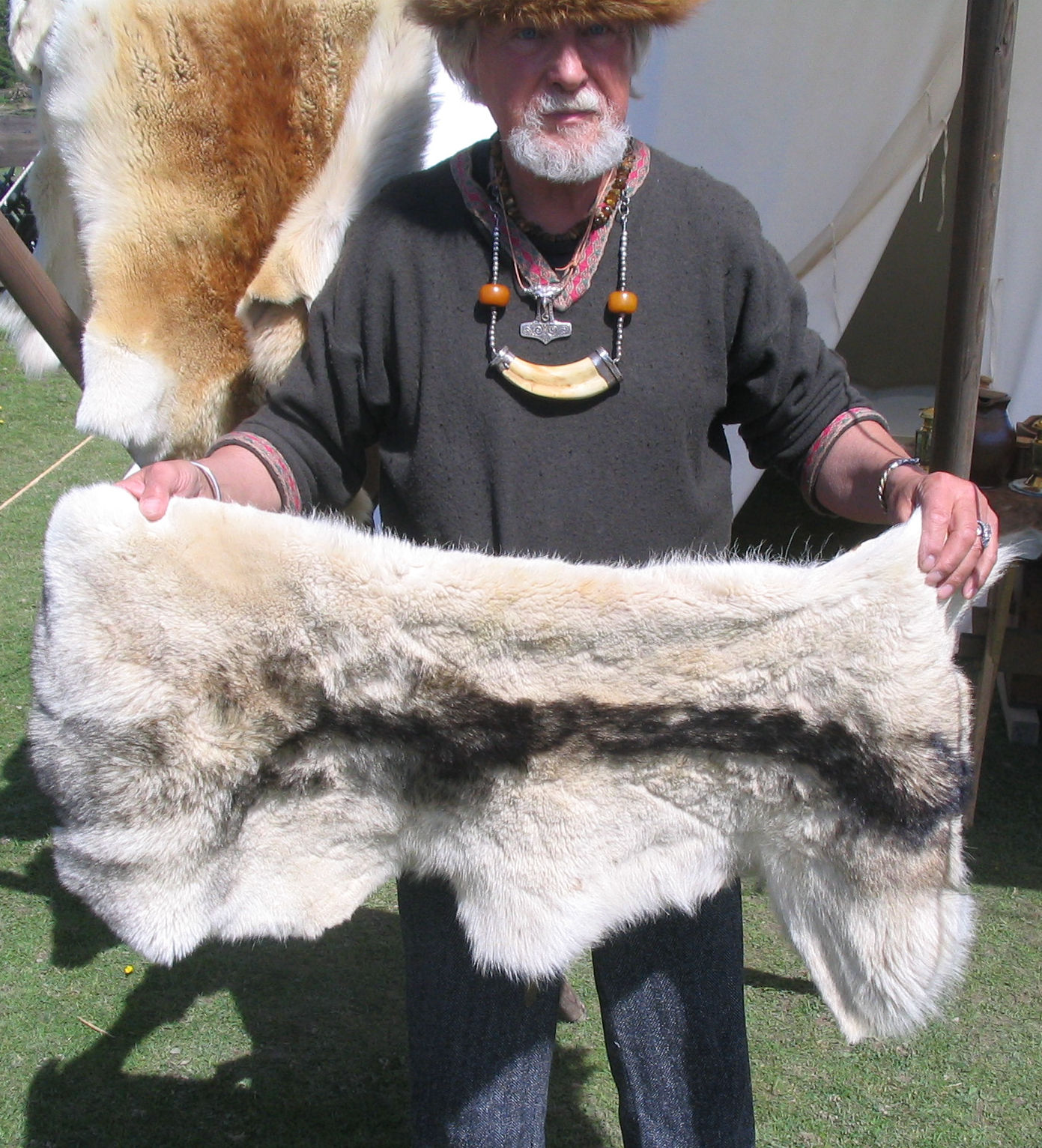
Schafsfell aus Montenegro mit einem hartgrannigen, längerhaarigen Grotzen, ungleich sonstigen Hausschafrassen
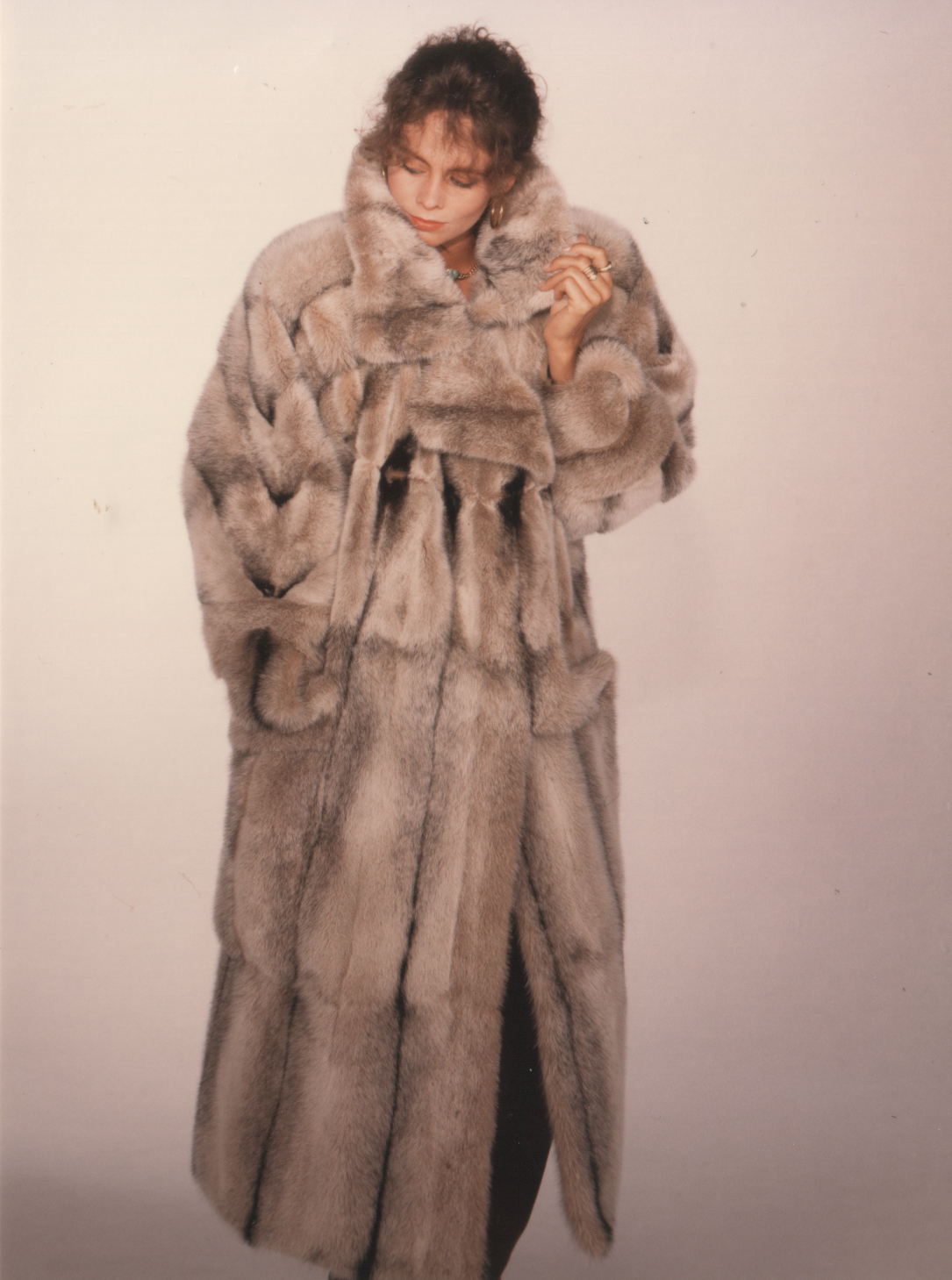
Gefärbter Blackcross Nerzmantel mit markanten natürlichen Grotzen
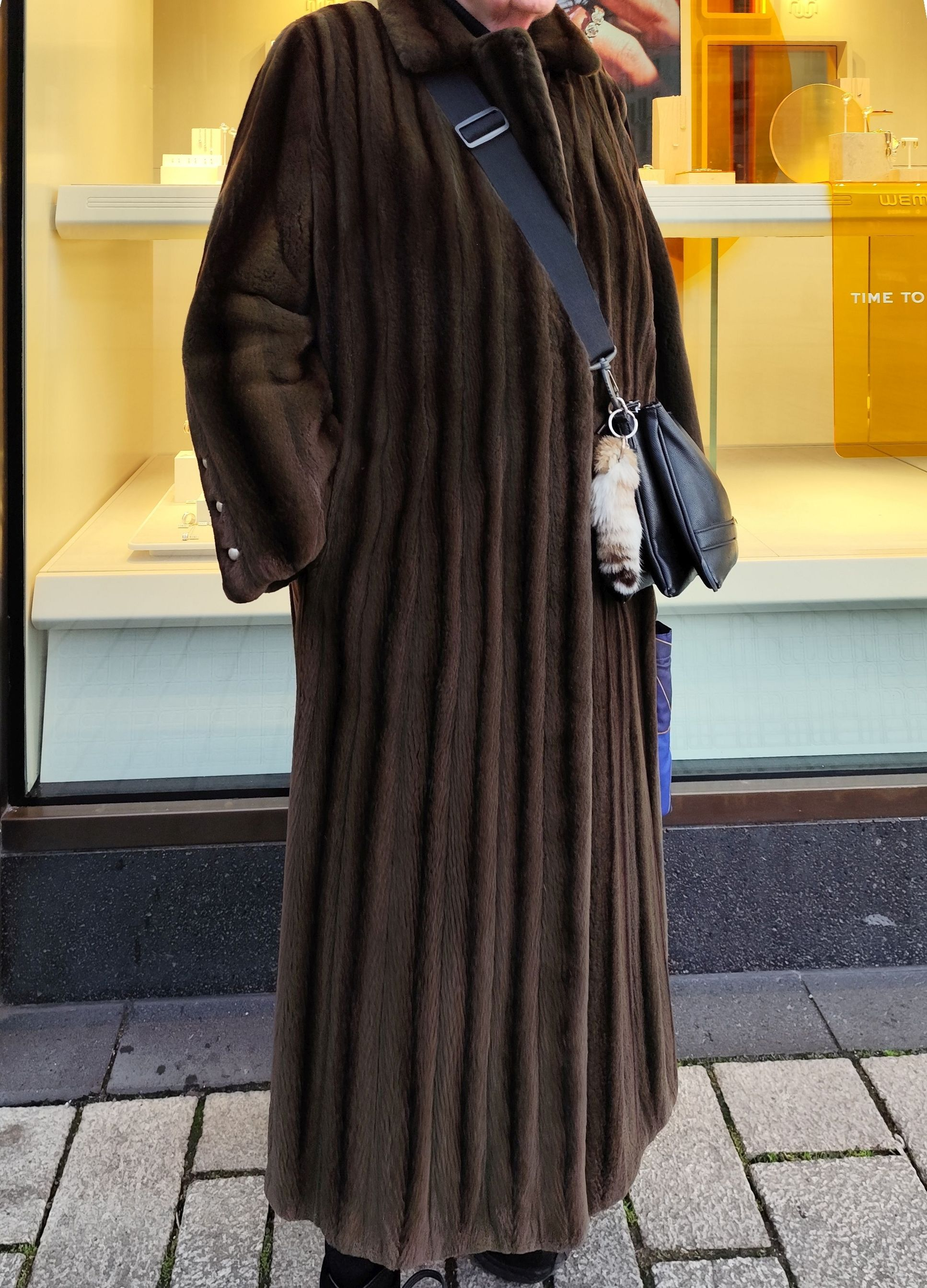
Samtnerzmantel, gefärbt und grotziert, ausgelassen verarbeitet
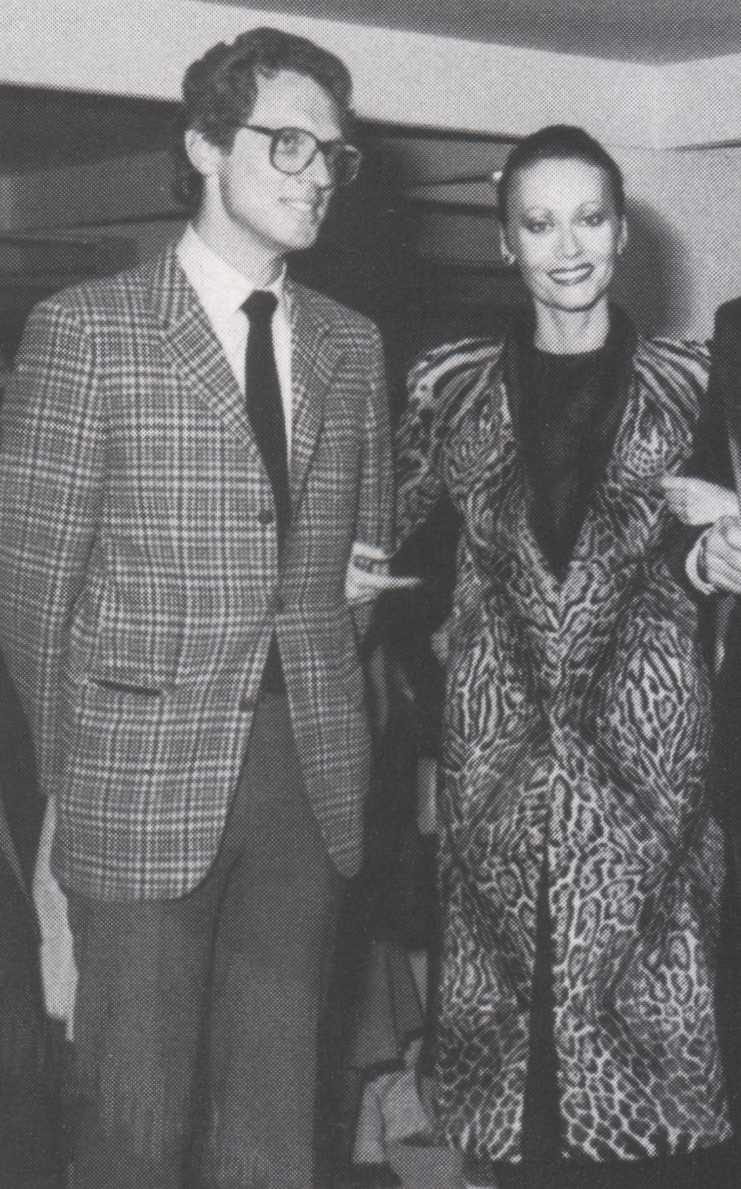
Besondere Grotzenführung bei einem Ozelotmantel für einen Kürschnerwettbewerb (1980)
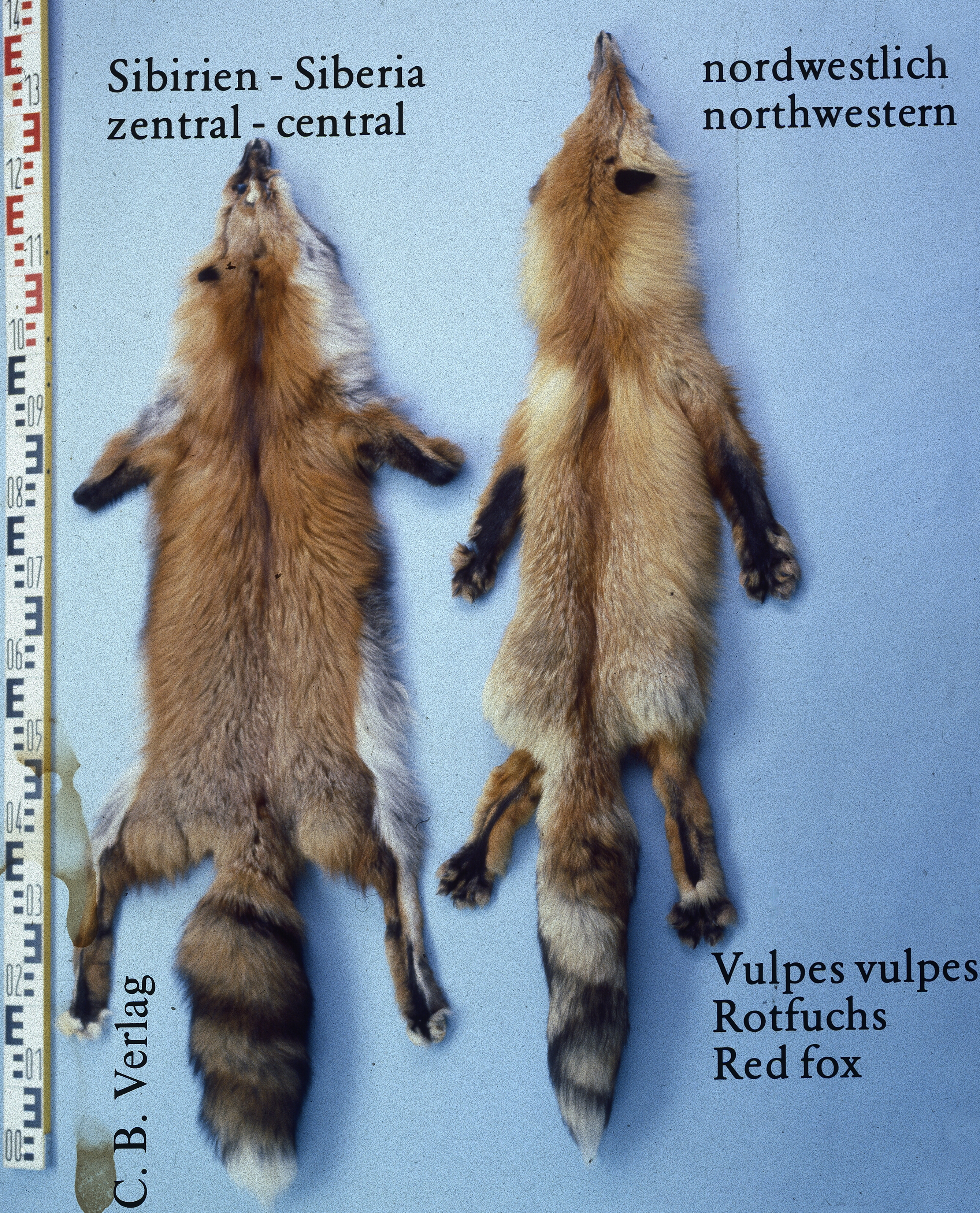
Unterschiedlich stark ausgeprägte Grotzen bei zwei Rotfuchsfellen
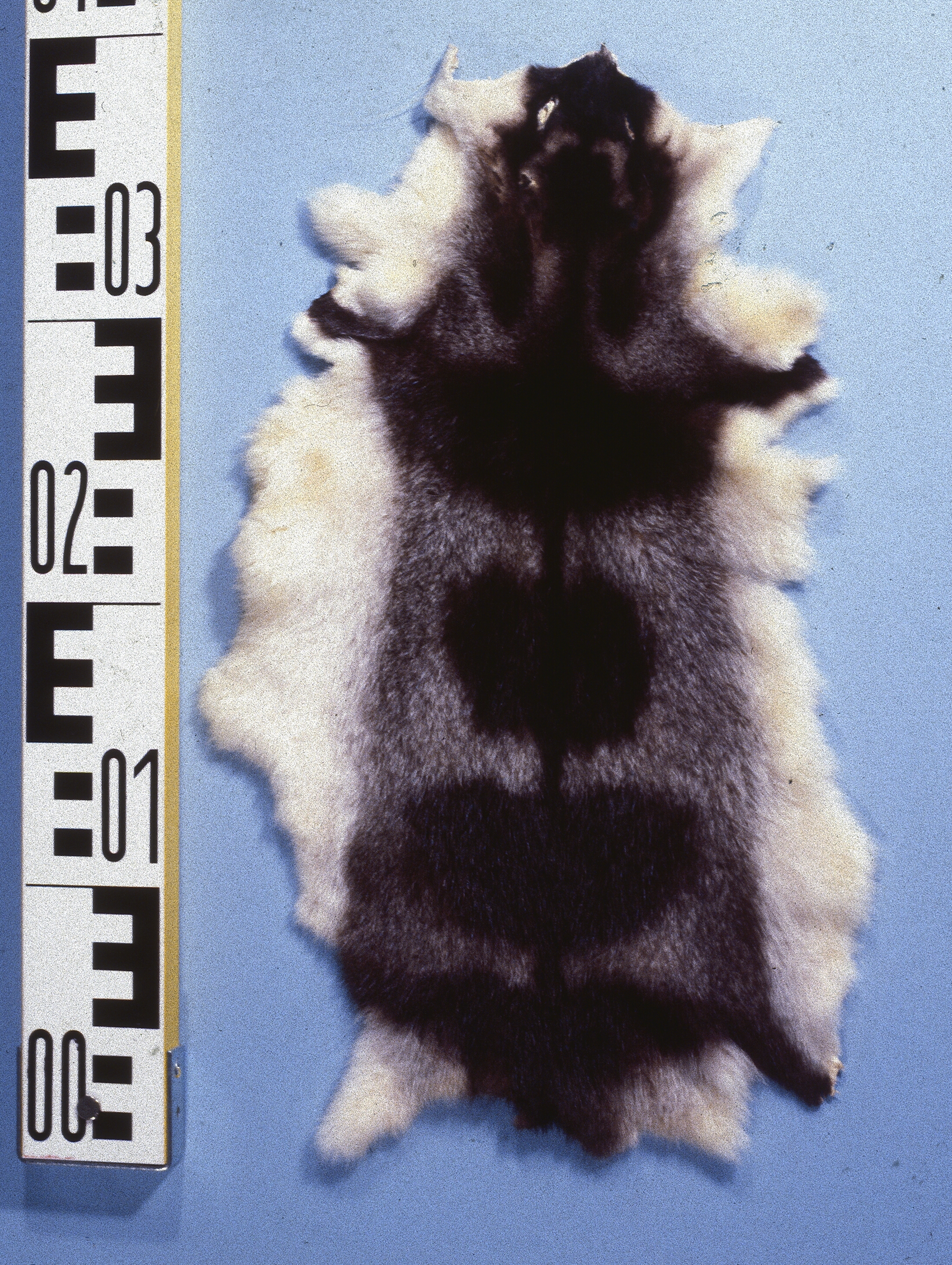
Yapok, auch Laternenratte, hat eine ungewöhnliche Rückenzeichnung

## Ableitungen

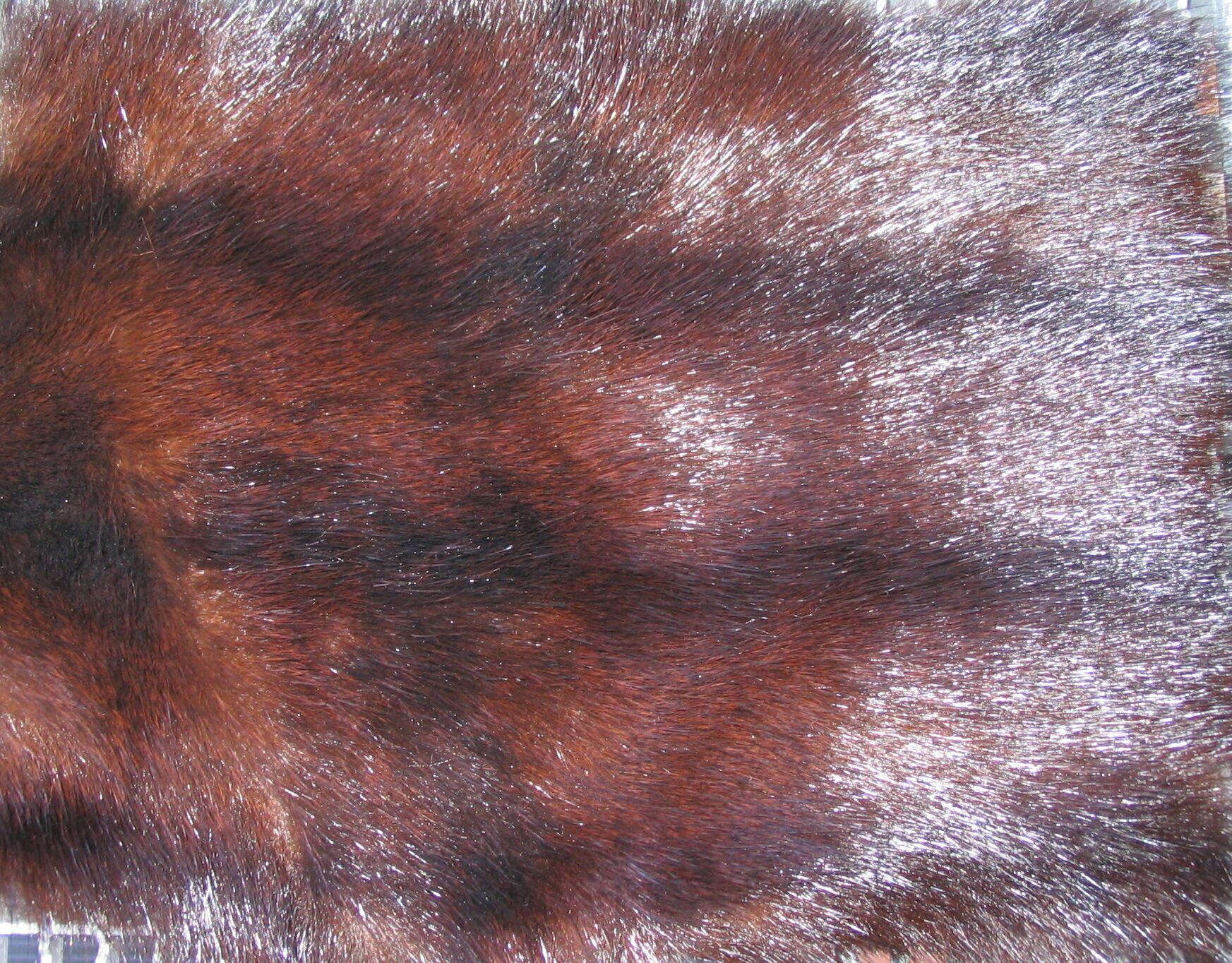
Gefärbtes und mehrfach grotziertes Murmelfell
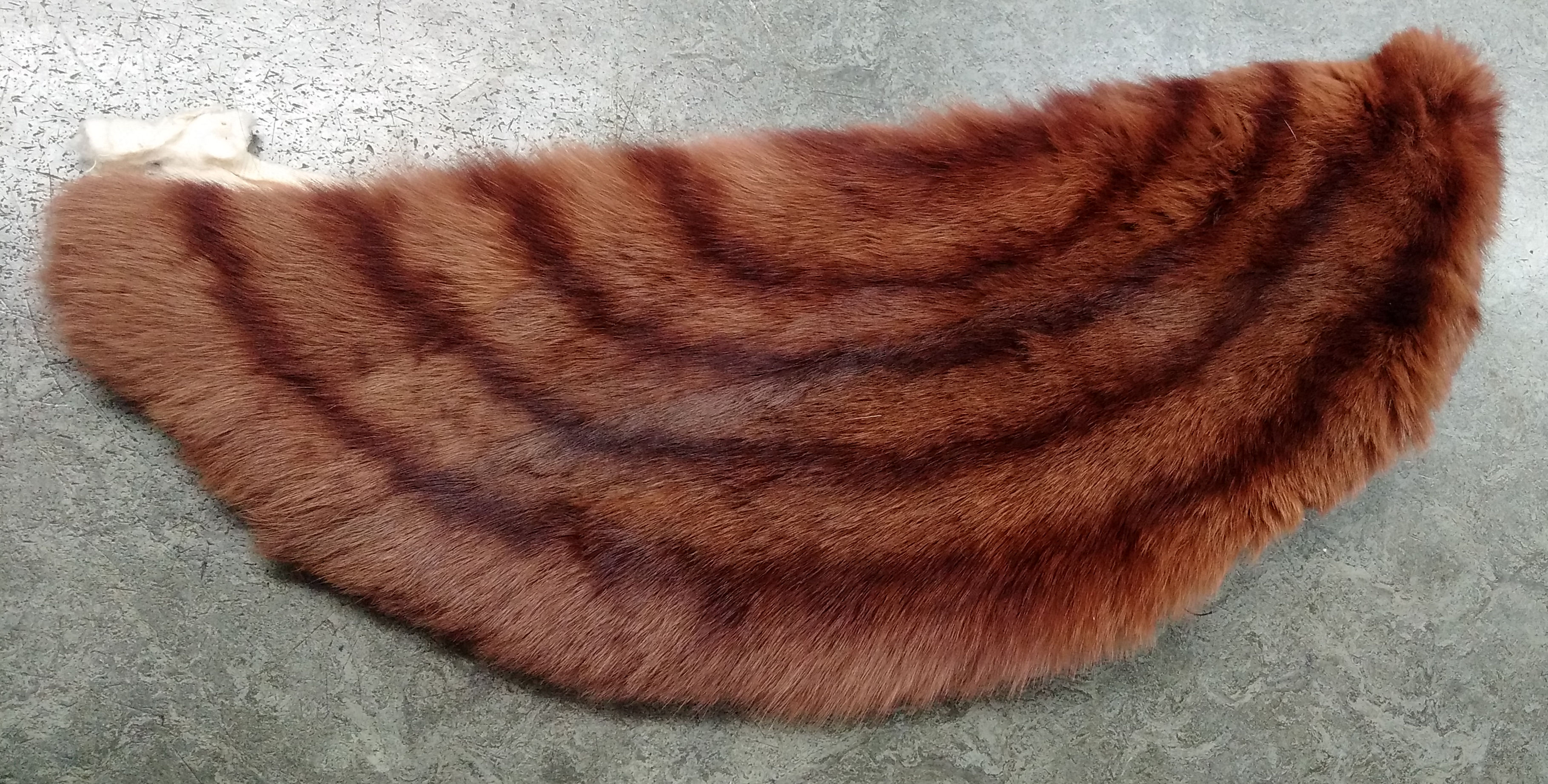
Mehrere gerundete Grotzierungen auf einem Kragen

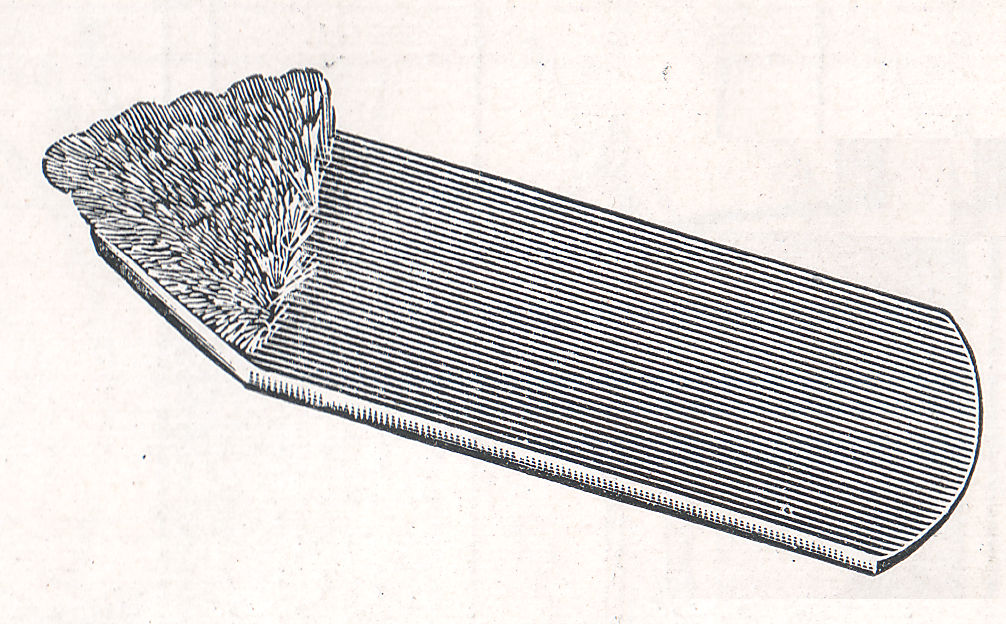
Grotzenzieher
Bürste „für den Rückenstrich“ (1914)

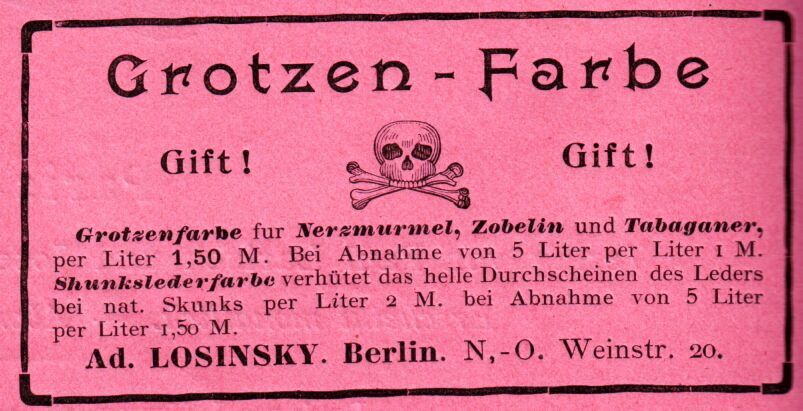
Werbung für Grotzenfarbe (1903)

- Der Grotzenstecher ist eine Stechahle mit einem Holz- oder Kunststoffgriff, an dem sich ein scharf gespitzer Stahlvorstoß befindet. Er dient zum Markieren des Grotzens, von Farbgrenzen und von Haarfehlstellen (z. B. kurzhaariger Zwiewuchs) von der Haar- auf die Lederseite. Die anhand der kleinen Stechlöcher auf dem Leder mit dem Stift eingezeichneten Grotzen- und Farblinien ermöglichen dem Kürschner ein genaues Nebeneinander- und Übereinandersetzen der Felle, die angezeichneten Schad- oder Störstellen werden durch Anbrachen entfernt.[5]
- Die Grotzenzeichnung ist das Aussehen des Grotzens. Der Kürschner spricht von der Grotzenlinie, wenn zwei oder mehr hintereinandergesetzte Felle einen durchlaufenden Grotzen bilden, beispielsweise bei Bisam-, Zyperkatzenfellen usw.[5]
- Die Grotzengabelung ist eine auf der Kürschnerschule in Leipzig entwickelte, nur selten angewandte Arbeitstechnik. Hierbei lässt man, verbunden mit der Auslassarbeit, einen weiteren oder sogar drei Grotzen aus einem herauslaufen. Die Gabelung kann an beliebigen Stellen erfolgen, sie kann sowohl nach unten (in der Regel) als auch nach oben ausgeführt werden.[6]
- Der  Grotzenstrich ist das künstliche Auffärben eines dunkleren Grotzenstreifens auf ein Fell,[5] die Arbeitstechnik selbst ist das
- Grotzieren, auch Grotzenziehen. → Hauptartikel: „Grotzieren“ im Artikel PelzveredlungZum einen gibt es Felle, die sehr wenig lebhaft, also sehr einheitlich gefärbt sind (Beispiel: Murmelfell). Um diese eintönigen Felle im verarbeiteten Pelzteil attraktiver zu machen, wird in der Pelzveredlung ein künstlicher, dunklerer Grotzen geschaffen. Dies kann entweder durch Aufsprühen mit der Sprühpistole, dem Auftragen der Farbe mit der Bürste, dem Pinsel, einem Schwamm oder maschinell mit der Bürstwalze[7] geschehen.[8] Insbesondere in Modeepochen, in denen eine schmalstreifige Fellverarbeitung bevorzugt wird (Arbeitstechnik des Auslassens), geht der Pelzveredler noch einen Schritt weiter. Nachdem die Felle zu Tafeln in Mantel- oder Jackengröße, sogenannten Bodys, zusammengenäht sind, trägt er auf die übereinandergesetzten Felle in gleichmäßigen Abständen mehrere scheinbare Grotzen pro Bahn auf, so dass die tatsächliche Fellbreite für den Betrachter nicht mehr erkennbar ist.[5] Für das Fadengrotzieren wird die Felltafel in einem Rahmen befestigt, um dann die Sprühpistole anhand von gespannten Fäden gerade und in gleichmäßigen Abständen führen zu können.[8]

Zum anderen ist der natürliche Grotzen den Pelzdesignern manchmal nicht ausdrucksvoll genug (häufig beim Waschbärfell), oder aber er ist durch Bleichen oder Färben des Fells aufgehellt oder ganz verschwunden. Mit einem Nachgrotzieren wird ein natürlich wirkendes Aussehen wiederhergestellt.
Das Grotzieren erfordert erhebliche Übung und Geschick, es muss darauf geachtet werden, dass die Farbe nicht zu dunkel ist, dass sie nicht zu tief eindringt und dass zu den Seiten hin ein möglichst gleichmäßiger, natürlich wirkender Verlauf erzielt wird. Die Farbstofflösung soll nur die Spitzen färben und dazu zwischen Ober- und Unterhaar einen gleichmäßigen Übergang schaffen.